# Empresa de Servicios Sanitarios del Libertador
Empresa de Servicios Sanitarios del Libertador, también conocida por su acrónimo Essel, fue una empresa chilena de servicios sanitarios, que operaba en la Región de O'Higgins.
Fue creada en 1990 a partir de la dirección regional del Servicio Nacional de Obras Sanitarias (Sendos), empresa estatal que tenía a cargo los servicios higiénicos en gran parte del país hasta ese año. Essel se constituyó como una sociedad anónima abierta, filial de la Corporación de Fomento de la Producción (Corfo). En 1991 pasa a ser parte del Sistema Administrador de Empresas (SAE) de la Corfo.
En marzo de 2000 se produce la privatización de Essel, siendo entonces controlada por el grupo inglés Thames Water. Thames Water, que también había adquirido la Empresa de Servicios Sanitarios del Bio-Bío (Essbio), decide fusionarlas bajo el nombre de Essbio, decisión que se concreta en octubre de 2002.